# 4164 Shilov
4164 Shilov је астероид главног астероидног појаса са средњом удаљеношћу од Сунца која износи 2,635 астрономских јединица (АЈ).
Апсолутна магнитуда астероида је 12,2.